# Улица Орбели (Санкт-Петербург)
Улица Орбе́ли — улица в Выборгском районе Санкт-Петербурга. Проходит параллельно проспекту Энгельса до Светлановского проспекта от упразднённой Песочной улицы. До 1960-х годов начиналась от Новороссийской улицы, а до 1970-х годов (до расширения территории объединения «Светлана») — доходила до Манчестерской улицы (в настоящее время на этом участке является проездом по заводской территории).

## История
Прежнее название улицы Орбели — Большая Объездная улица.
Название «Большая Объездная» появилось так.
В 18-19 вв. покрытия дорог не было, даже 2-й Муринский проспект сделали булыжной мостовой, и то не целиком, только в 1910-х годах. Когда основной тракт движения на Выборг (Выборгское шоссе) становился из-за дождей непроездным, то вместо него использовали объездную дорогу (Большая Объездная улица).
По Большой Объездной и далее (в том числе и по Малой Объездной) выезжали на Старо-Парголовский проспект (ныне проспект Тореза), который выше по уровню на 3 м, вдоль Сосновки доезжали до Поклонной горы и вновь выходили на основной тракт.
Учитывая большие заслуги в развитии науки выдающихся советских ученых вице-президента Академии наук СССР, Героя Социалистического Труда Леона Абгаровича Орбели (1882—1958) и академика АН СССР, директора Эрмитажа Иосифа Абгаровича Орбели (1887—1961), Исполком Ленгорсовета в июле 1965 года переименовал Большую Объездную улицу в Лесном в улицу Орбели.

## Достопримечательности и ориентиры
- Православный храм Преображения Господня в Лесном (Санкт-Петербург, ул. Орбели, д.25, к.1;[3]).
- Серебряный пруд.

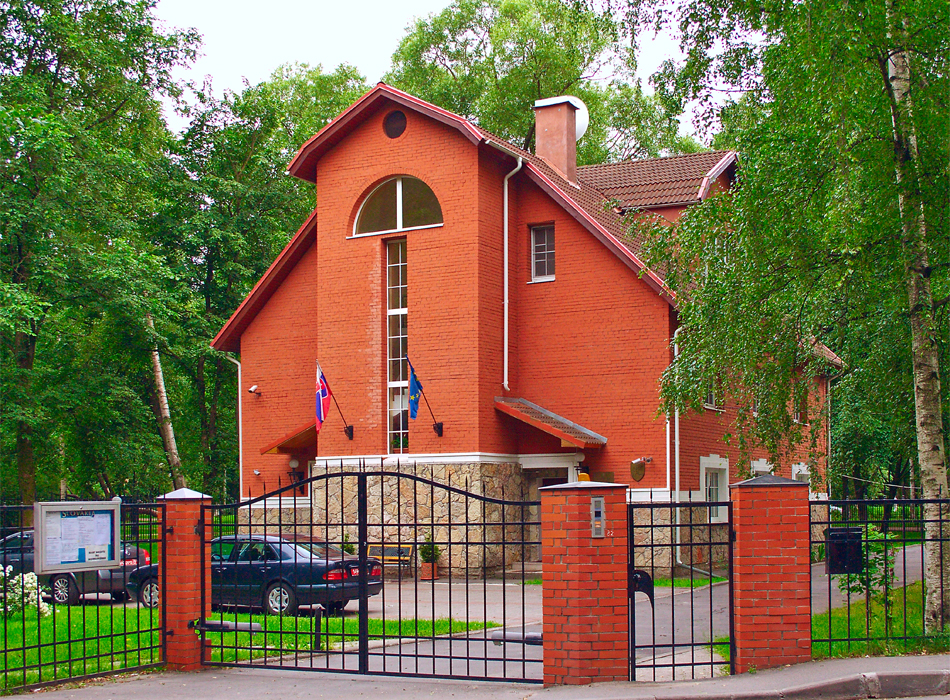

- Генеральное Консульство Словацкой Республики (ул. Орбели, д.21)[4][5].
- Федеральное государственное бюджетное учреждение «Национальный медицинский исследовательский центр имени В. А. Алмазова» Министерства здравоохранения Российской Федерации (ранее ФГУ «НИИ кардиологии им. В. А. Алмазова»)[6]. В связи с вводом в строй нового основного комплекса зданий института в Удельной, старое здание на ул. Орбели полностью реконструировано в начале второго десятилетия XXI века.
- Средняя школа № 117[7], полностью обновленная в начале второго десятилетия XXI века.
- Гимназия № 105[8], одна из лучших и старых школ Выборгского района.
- Многофункциональный центр предоставления государственных услуг Выборгского района[9], разместившийся в 2011 г. вместе с Отделом образования[10] и Отделом здравоохранения администрации Выборгского района[11] в здании в конце ул. Орбели по адресу Новороссийская ул., д.18, ранее занимавшемся школой-интернатом № 33 для слабослышащих детей, переехавшей на 2-й Муринский пр.

## Трассировка
- Улица начинается от бывшей Песочной улицы
- проходит между территорией Северо-Западного федерального медицинского центра (ранее ФГУ «НИИ кардиологии им. В. А. Алмазова») и школой № 117
- пересекает проспект Пархоменко
- пересекает 2-й Муринский проспект
- справа от улицы Орбели отходит Аллея Академика Лихачёва
- имеет изгиб, где вправо отходит Малая Объездная улица
- справа отходит Раздельная улица
- упирается в Светлановский проспект